# Дурная ночь
«Дурная ночь» (Mala Noche) — дебютный фильм Гаса Ван Сента по автобиографической повести Уолта Кёртиса, классика американского независимого кино.

## Сюжет
Фильм рассказывает о гее Уолте, продавце в магазине алкоголя и табака, который влюбляется в Джонни, нелегального иммигранта из Мексики, и стремится оказаться рядом с ним. Джонни же не в восторге от ухаживаний Уолта и старается избегать его компании. Уолт со своей подругой приглашают мексиканца и его приятеля на ужин к себе домой. Но Джонни со своим приятелем Пеппером должны вернуться в свою дешёвую гостиницу, поскольку их сосед остался без ключа. Уолт предлагает Джонни 15 долларов за то, чтобы тот переспал с ним. Джонни отказывается, возвращается в отель, оставляя Пеппера без ключа. Пеппер, которому негде переночевать, возвращается к Уолту. Ночью они вступают в гомосексуальную связь. На протяжении всего фильма Уолт не прекращает попытки соблазнить Джонни, но у него ничего не получается. Отношения между героями не всегда четко определены и несбалансированны по возрасту, языку, расе, сексуальной ориентации и материальному положению.

## В ролях
- Тим Стритер — Уолт Кёртис
- Даг Куэяте — Джонни
- Рэй Мондж — Роберто Пеппер
- Найла Маккарти — Бетти, подруга Уолта
- Дон Чеймберс — играет самого себя
- Уолт Кёртис — Джордж

Уолта Кёртиса играет Тим Стритер. Сам же автор автобиографической повести Уолт Кёртис исполняет в фильме эпизодическую роль.

## Производство
Гас Ван Сент снял фильм в родном Портленде на собственные деньги, которые скопил за несколько лет работы в рекламном агентстве. Бюджет «Дурной ночи» составил всего 22,5 тысячи долларов. Роли мексиканцев в фильме исполняют американские индейцы. Роль Джонни сыграл школьник из Портленда Даг Куэяте, который просто пришёл на кастинг. Приятеля Джонни в фильме играет Рэй Мондж, которого Гас Ван Сент нашёл в боксёрском клубе Портленда.
Режиссёр охарактеризовал свою первую работу как «Смерть в Венеции», перенесённую в квартал притонов и ночлежек. Картина исполнена в черно-белой гамме с широким диапазоном серых тонов и высокой контрастностью, с отдельными взрывами цвета, снята на 16 мм плёнке. С 2007 года доступна на DVD в престижной серии Criterion Collection.

## Критика
«Дурная ночь» привлекла широкое внимание, когда ей неожиданно присудили премию критиков Лос-Анджелеса в номинации «лучший независимый фильм». В ограниченный прокат фильм поступил на волне успеха следующей работы Ван Сента, роуд-муви «Аптечный ковбой». Он удостоился высокой оценки Джонатана Розенбаума, который был впечатлён им больше, чем «Аптечным ковбоем». Рецензенту Time Out дебют портлендского режиссёра напомнил «Более странно, чем в раю» Джима Джармуша, при этом фильм Ван Сента, по его мнению, живее и интереснее. Из российских критиков М. Трофименков («Коммерсантъ») отметил синефильскую лёгкость, с какой в «Дурной ночи» трактован мрачный сюжет из жизни городских низов:

Гомоэротические страсти в жутковатом Портленде сродни лёгкому мариводажу, любовным интригам французской литературы XVIII века. Этакий комический балет среди мусорных бачков или на проселочных дорогах, ведущих, кажется, не иначе как в какой-нибудь Твин Пикс.

## Значение
В 2011 г. Джим Хоберман (Village Voice) назвал дебют Ван Сента «сенсационным» образчиком зарождающегося квир-кино и первым примером кинематографического гранжа. Деннис Лим указывает, что уже в первом фильме Ван Сента намечены основные темы его последующих авторских фильмов вплоть до «Параноид-парка» (2007). С этим выводом согласен и Дэйв Кер (The New York Times); вместе с тем он противопоставляет «неотделанную спонтанность» дебютной ленты Ван Сента тщательно выверенному формализму его позднейшей «трилогии о смерти».